# Yoel Kahn
Yoel Kahn (in ebraico יואל כהן‎?, anche Kahan; Mosca, 14 febbraio 1930 – New York, 15 luglio 2021) è stato un rabbino, mistico e scrittore russo, ebreo ortodosso naturalizzato statunitense, principale Choizer e Meiniach del defunto Rebbe Chabad-Lubavitch, Rabbi Menachem Mendel Schneerson.
Ha officiato in questi ruoli sin da quando il Rebbe assunse la guida del movimento Chabad nel 1950 e fino alla sua morte nel 1994. Ha inoltre servito come primo Mashpia presso la Yeshiva Lubavitcher Tomchei Temimim al 770 Eastern Parkway di Crown Heights (Brooklyn). Tali posizioni lo hanno reso la massima autorità sugli insegnamenti del Rebbe, ed è universalmente riconosciuto come il più importante studioso della dottrina chassidica Chabad e della rispettiva filosofia. Tra i chassidim Chabad, è familiarmente noto come Reb Yoel. Era il figlio di Refoel Nachman Kahn, autore di Shemu'os VeSippurim.

## Biografia
Nato in Russia (quando era Unione Sovietica) il 16 Shevat 5690, che corrisponde al 4 febbraio 1930, da giovane emigrò nella Terra di Israele con la famiglia e studiò nella Yeshiva "Achai Temimim" a Tel Aviv sotto la tutela del rinomato Mashpia, Rabbi Chaim Shaul Brook. Successivamente studiò privatamente col noto Mashpia e studioso di pensiero chassidico Rabbi Moshe Gourarie. Conobbe anche e fu influenzato da Rabbi Nochum Goldshmidt e Rabbi Shlomo Chaim Kesselman.
Nel 1950 si spostò a New York per continuare a studiare presso la Yeshiva centrale Tomchei Temimim al 770 Eastern Parkway di Brooklyn. In quel periodo, quell'indirizzo era anche la casa e sinagoga di Rabbi Yosef Yitzchok Schneersohn, il sesto Rebbe di Chabad, e Kahn sperava di poter incontrare il Rebbe, gli insegnamenti del quale aveva studiato tutta la vita ma quando finalmente giunse a New York il Rebbe era già morto. Kahn rimase comunque a New York e presto fu attratto dal pensiero di Rabbi Menachem Mendel Schneerson, genero del precedente Rebbe e che sarebbe diventato la nuova guida di Chabad, il settimo Rebbe. Nelle lettere che scriveva a casa, Kahn spesso lodava il Rebbe per la sua umiltà ed era convinto che nascondesse una profonda pietà, sincerità e intensità di sentimento, come anche una conoscenza enciclopedica e una grande comprensione dell'animo umano. Prima ancora che il futuro Rebbe accettasse tale posizione ufficialmente, Kahn iniziò a trascrivere e pubblicare i suoi discorsi; tale opera permise alla comunità chassidica di conoscere meglio la forte personalità di Rabbi Schneerson e ne influenzò la successione.
Per decine di anni Kahn ha officiato come il principale choizer (ripetitore) del Rebbe. Ascoltava i discorsi e poi, dopo essersi consultato con i colleghi, ripeteva tali discorsi ai chassidim.
Ha officiato inoltre come Meiniach (trascrittore) per molti di questi discorsi. Ciò includeva il preparare i discorsi che dovevano essere poi presentati a Rabbi Schneerson per la correzione; la versione finale veniva quindi distribuita per studio comune. In questa maniera, Kahn ha preparato i primi nove volumi di Likkutei Sichos, l'opera più importante di Schneerson, e l'intera Sefer HaMa'amorim Melukat, insieme a redattori assistenti.
Kahn ha simpatizzato con la fazione messianica di Chabad e nel 1993 ebbe a dichiarare alla stampa: "Mosè è stato il primo redentore e il Rebbe l'ultimo." ma ha criticato fortemente le forme estreme di messianismo Chabad, affermando che riferirsi a Schneerson come se fosse vivo o pregare perché abbia vita lunga, è come farsi beffe di lui. Era comunque d'accordo sul fatto che Schneerson sarebbe ritornato, poiché credeva, come tutti gli ebrei ortodossi, nel principio della risurrezione dei morti, uno dei principi di fede di Maimonide.. Scrisse inoltre che Schneerson fosse sicuramente ("vadai") il messia..
È morto nel 2021. Non ebbe figli.

## Opere
- Sefer Ha'Erchim (curatore principale e compilatore - Kehot)
- Nos'im BaChassidut (Eishel-Kfar Chabad)
- Mahutam Shel Yisroel (Heichal Menachem)
- Shiurim BeTorat Chabad (Ma'ayanotecha)
- Nos'im BaYahadut (serie di registrazioni)